# Конко
Конко је насеље у Италији у округу Виченца, региону Венето.
Према процени из 2011. у насељу је живело 818 становника. Насеље се налази на надморској висини од 842 м.

## Становништво
| 1951. | 1961. | 1971. | 1981. | 1991. | 2001. | 2011. |
| ----- | ----- | ----- | ----- | ----- | ----- | ----- |
| 3.388 | 2.838 | 2.442 | 2.280 | 2.212 | 2.221 | 2.206 |